# Séjour dans les monts Fuchun (film)
 (janvier 2020).
Pour l’article homonyme, voir Séjour dans les Monts Fuchun.
Pour plus de détails, voir Fiche technique et Distribution.
Séjour dans les monts Fuchun est un film chinois réalisé par Gu Xiaogang, sorti en 2019. Découvert à la Semaine de la critique à Cannes en mai 2019, il fit la clôture de sa 58e édition.

## Synopsis
A Fuyang, sur les bords de la rivière Fuchun, la fête pour les 70 ans de l'aïeule tourne mal, celle-ci ayant de graves problèmes de santé. C'est le fils ainé et sa femme qui vont alors se charger d'elle, alors qu'ils sont déjà débordés avec leur restaurant et projettent de trouver un bon mari pour leur fille. Celle-ci, très proche de sa grand-mère, est institutrice et amoureuse d'un de ses collègues que ses parents n'acceptent pas. Le deuxième frère et son épouse sont pêcheurs et vivent chichement sur leur bateau, tout en essayant également de marier leur fils. Le troisième frère tente de s'occuper de son fils atteint de trisomie 21 tout en gagnant de l'argent dans des jeux clandestins. Le cadet est encore célibataire et cherche une épouse.
Le film raconte l'histoire de ces quatre frères et de leur famille, traversant des difficultés à survire dans une Chine qui change et se modernise, laissant de côté les plus faibles et les plus pauvres. Les saisons passent, au fil de l'eau de l'immuable rivière Fuchun.

## Fiche technique
Sauf indication contraire, les informations mentionnées dans cette section peuvent être confirmées par la base de données cinématographiques IMDb,  présente dans la section « Liens externes ».
- Titre original : 春江水暖, chūnjiāng shuǐnuǎn (l'eau chaude de la rivière Chun)
- Réalisateur : Xiaogang Gu
- Photographie : Xu Deng, Ninghui Yu
- Montage : Xinzhu Liu
- Producteurs : Suey Chen, Megan Sung, Li Jia (producteur exécutif)
- Producteurs associés : Michel Merkt
- Société de production : Beijing Qu Jing Pictures
- Société de distribution : ARP Sélection (France)
- Ventes internationales :
- Pays d'origine :  Chine
- Langue originale : chinois
- Format : couleur - 1,85:1 - 35 mm
- Durée : 150 minutes
- Genre : drame, romance
- Dates de sortie :
  - France : mai 2019 (Festival de Cannes - Semaine de la critique) ; 1er janvier 2020 (sortie nationale)

## Distribution
- Qian Youfa
- Wang Fengjuan
- Sun Zhangjian

## Contexte
Selon les mots de son réalisateur, le titre du film fait référence à la célèbre peinture qui porte le même titre de Huang Gongwang (dynastie Yuan). Mais alors que la peinture du XIVe siècle évoque une vie paisible, dispersée le long des berges du fleuve, le film montre la vie de la Chine actuelle. Gu Xiaogang évoque le choc qu'il a eu en retrouvant sa ville natale totalement transformée en peu de temps avant les Jeux olympiques de 2008.
L'histoire se passe entièrement dans la ville-district de Fuyang, dans la province du Zhejiang, ville natale du réalisateur, située dans la ville-préfecture de Hangzhou, proche de la mégapole de ce dernier en passe d'en devenir un district, et en pleine reconstruction depuis le début du XXIe siècle, comme tout ce qui touche à l'urbanisme contemporain en Chine. Un métro va relier les deux centres urbains et une ligne à grande vitesse va la lier à Pékin en 5 heures. Selon les mots du réalisateur, le Temps y est le personnage central.
Le film s'inspire aussi d'une autre peinture célèbre en Chine : Le Long de la rivière durant la Fête Qingming, du XVIIIe siècle, laquelle s'inspire d'une peinture beaucoup plus ancienne qui porte le même titre, et qui date du XIIe siècle, à l'époque des Song.
Le film évoque les saisons de la vie ainsi que les saisons de la nature. Les deux rouleaux présentent une multitude de personnages, bien vivants, à la différence de la peinture de Huang Gongwang. La vie qui traverse le film correspond plus à celle dépeinte sur les deux rouleaux montrant l'activité d'une grande ville, mais à des époques qui nous sont bien lointaines aujourd'hui.

## Accueil critique
Pour Olivier Pélisson, 

« Le regard de Gu Xiaogang est bienveillant et mélancolique. […] L’émotion esthétique se double de l’identification aux rêves comme à l’effet boomerang de la réalité. Un assemblage ambitieux, mais qui n’écrase pas tout sur son passage. La visée artistique du cinéaste n’oublie pas le cœur précieux de son travail : la vulnérabilité. […] »